# Mexico op de Olympische Zomerspelen 2012
Mexico neemt deel aan de Olympische Zomerspelen 2012 in Londen, Verenigd Koninkrijk.

## Medailleoverzicht
| Sport          | Olympiër | Onderdeel               | Medaille |
| -------------- | --- | ----------------------- | -------- |
| Voetbal        | José de Jesús Corona Israel Jiménez Carlos Salcido Hiram Mier Dárvin Chávez Héctor Herrera Javier Cortés Marco Fabián Oribe Peralta Giovani dos Santos Javier Aquino Raúl Jiménez Diego Reyes Jorge Enríquez Néstor Vidrio Miguel Ponce Néstor Araujo José Antonio Rodríguez | mannen                  | Goud     |
| Boogschieten   | Aída Román | individueel (v)         | Zilver   |
| Schoonspringen | Iván García Germán Sánchez | 10m toren synchroon (m) | Zilver   |
| Schoonspringen | Paola Espinosa Alejandra Orozco | 10m toren synchroon (v) | Zilver   |
| Boogschieten   | Mariana Avitia | individueel (v)         | Brons    |
| Gewichtheffen  | Luz Acosta | -63kg (v)               | Brons    |
| Schoonspringen | Laura Sánchez | 3m plank (v)            | Brons    |
| Taekwondo      | María del Rosario Espinoza | +67kg (v)               |          |

## Deelnemers en resultaten
Het overzicht van de deelnemers en hun resultaten volgt.
(m) = mannen, (v) = vrouwen

### Atletiek

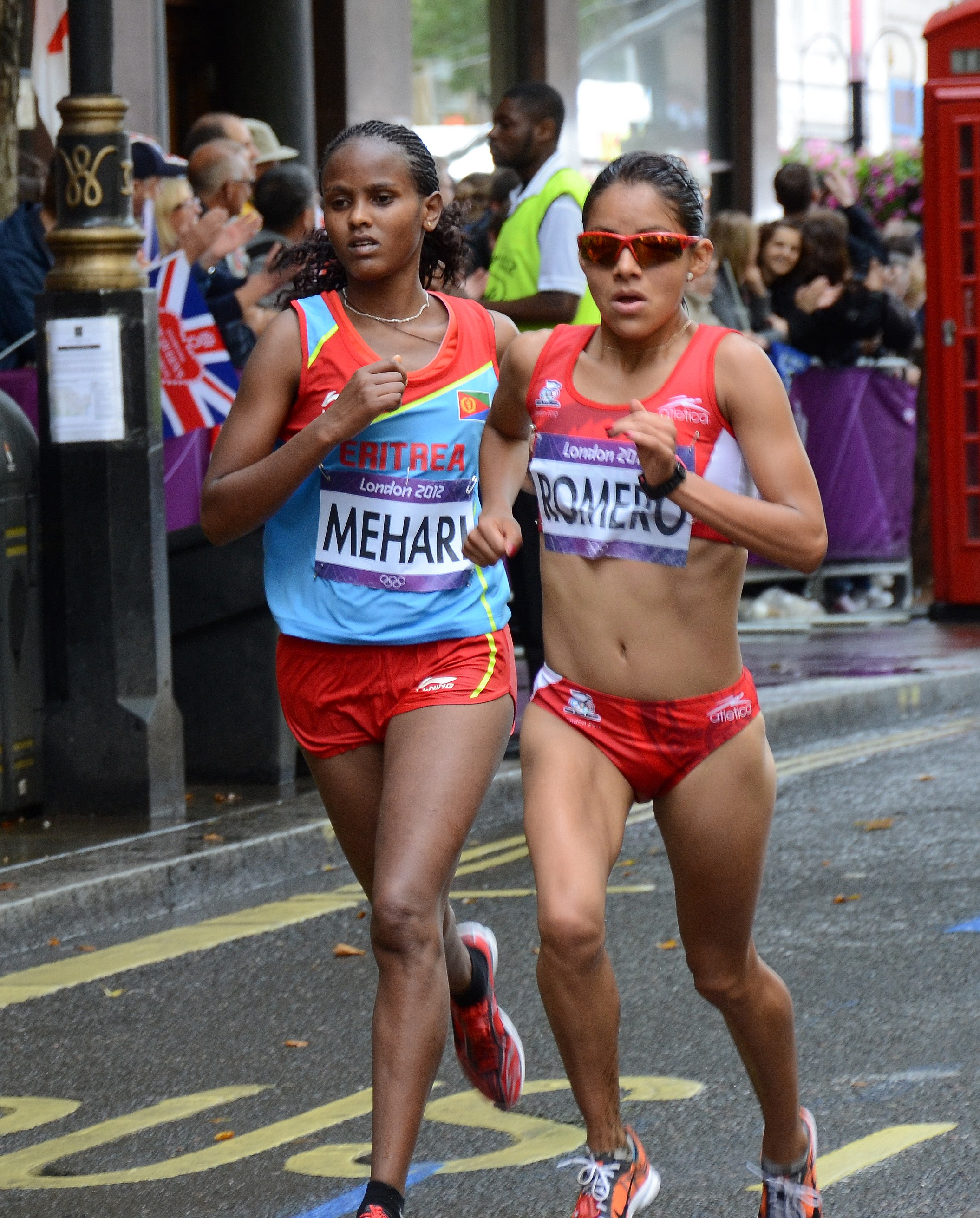
Romero in de olympische marathon

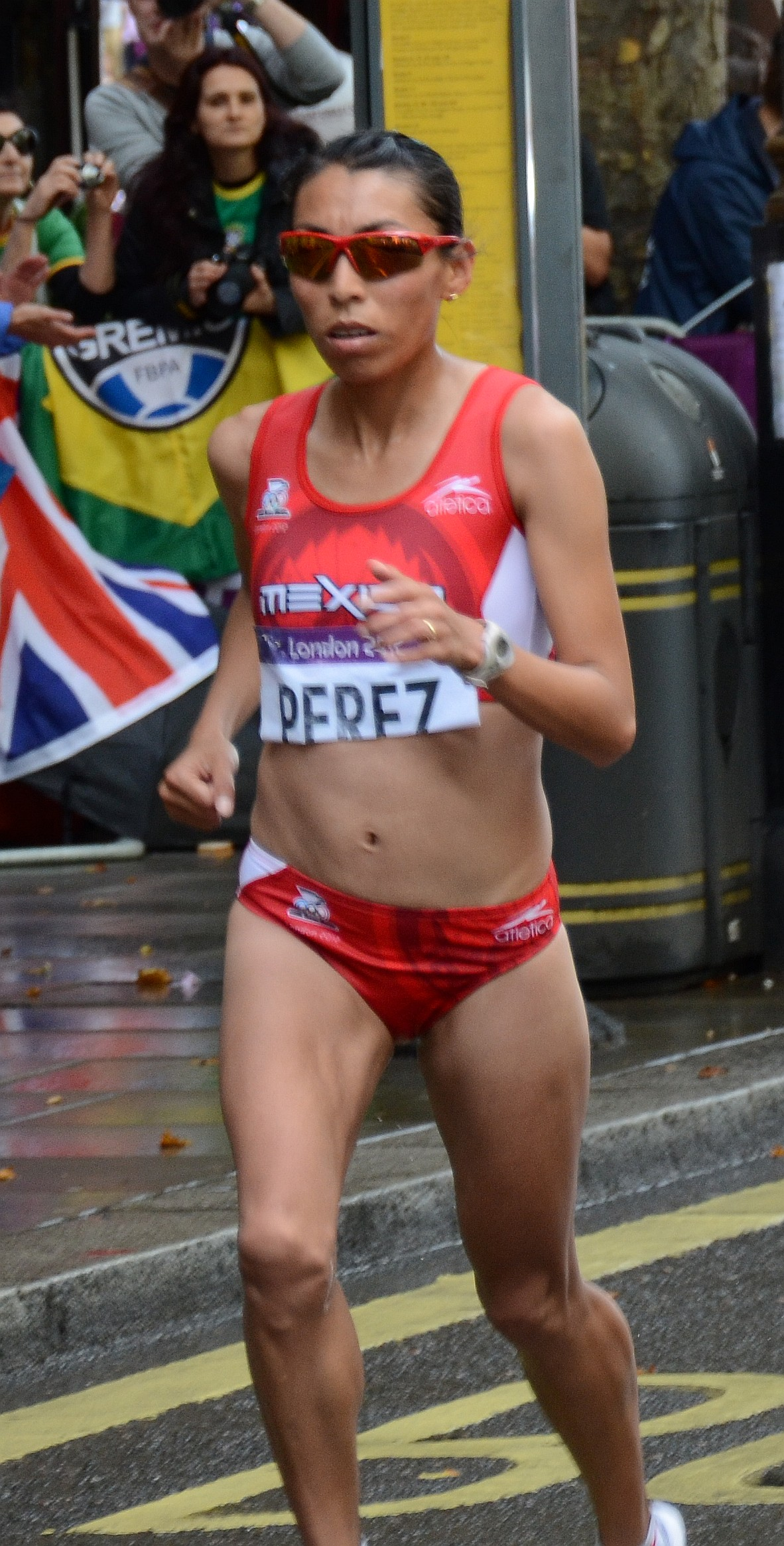
Pérez in diezelfde marathon

| Olympiër            | Onderdeel             | Resultaat | Prestatie                                         |
| ------------------- | --------------------- | --------- | ------------------------------------------------- |
| José Carlos Herrera | 200m (m)              | 45e       | serie 3: 7de in 21,17                             |
| Juan Luis Barrios   | 5000m (m)             | 8e        | serie 2: 9de in 13.21,01 finale: 8ste in 13.45,30 |
| Diego Estrada       | 10000m (m)            | 21e       | 28.36,19                                          |
| Carlos Cordero      | Marathon (m)          | 60e       | 2:22.08                                           |
| Arturo Malaquías    | Marathon (m)          | 70e       | 2:26.37                                           |
| Daniel Vargas       | Marathon (m)          | 39e       | 2:18.26                                           |
| Ever Palma          | 20km snelwandelen (m) | 46e       | 1:26.30                                           |
| Isaac Palma         | 20km snelwandelen (m) | 34e       | 1:23.35                                           |
| Eder Sánchez        | 20km snelwandelen (m) | 6e        | 1:19.52                                           |
| José Leyver         | 50km snelwandelen (m) | 28e       | 3:55.00                                           |
| Horacio Nava        | 50km snelwandelen (m) | 16e       | 3:46.59                                           |
| Omar Zepeda         | 50km snelwandelen (m) | 23e       | 3:49.14                                           |
| Luis Rivera         | Verspringen (m)       | 32e       | kwalificatiegroep B: 16de met 7,42m               |
| Stephen Sáenz       | Kogelstoten (m)       | 32e       | kwalificatiegroep A: 17de met 18,65m              |
|                     |                       |           |                                                   |
| Sandra López        | 5000m (v)             | 33e       | serie 1: 16de in 15.55,16                         |
| Marisol Romero      | Marathon (v)          | 46e       | 2:33.08                                           |
| Karina Pérez        | Marathon (v)          | 50e       | 2:33.30                                           |
| Mónica Equihua      | 20km snelwandelen (v) | 30e       | 1:32.28                                           |

### Badminton
| Olympiër         | Onderdeel     | Resultaat | Prestatie                                                                            |
| ---------------- | ------------- | --------- | ------------------------------------------------------------------------------------ |
| Victoria Montero | Enkelspel (v) | 33e       | groep K: 3de V van FIN Nieminen: 0-2 (12-21, 18-21) V van TPE Tai: 0-2 (6-21, 10-21) |

### Boksen
| Olympiër              | Onderdeel | Resultaat | Prestatie                                                                                                |
| --------------------- | --------- | --------- | --- |
| Óscar Valdez Fierro   | -56kg (m) | 5e        | 1ste ronde: W van IND Thapa: 14-9 2de ronde: W van TJK Yunusov: 13-7 kwartfinale: V van IRL Nevin: 13-19 |
| Óscar Molina Casillas | -69kg (m) | 17e       | 1ste ronde: V van CAN Clayton: 8-12                                                                      |

### Boogschieten
| Olympiër                                          | Onderdeel       | Resultaat | Prestatie |
| ------------------------------------------------- | --------------- | --------- | --- |
| Juan René Serrano                                 | individueel (m) | 17e       | plaatsingsronde: 29ste met 665 punten 1ste ronde: W van ITA Galiazzo: 6-2 2de ronde: V van GBR Godfrey: 1-7 |
| Luis Eduardo Vélez                                | individueel (m) | 17e       | plaatsingsronde: 26ste met 666 punten 1ste ronde: W van IRI Teymoorlooei: 7-1 2de ronde: V van CHN Dai: 0-6 |
| Luis Álvarez                                      | individueel (m) | 17e       | plaatsingsronde: 30ste met 665 punten 1ste ronde: W van BUL Hristov: 6-0 2de ronde: V van KOR Oh: 4-6 |
| Juan René Serrano Luis Eduardo Vélez Luis Álvarez | team (m)        | 4e        | plaatsingsronde: 7de met 1995 punten 1ste ronde: W van Maleisië: 216-211 kwartfinale: W van Frankrijk: 220-212 halve finale: V van Italië: 215-217 bronzen finale: V van Zuid-Korea: 219-224                                                                  |
|                                                   |                 |           | |
| Mariana Avitia                                    | individueel (v) | Brons     | plaatsingsronde: 10de met 659 punten 1ste ronde: W van IRI Deghanabnavi: 6-2 2de ronde: W van GBR Folkard: 6-2 3de ronde: W van DEN Christiansen: 6-2 kwartfinale: W van KOR Lee: 6-2 halve finale: V van MEX Román: 2-6 bronzen finale: W van USA Lorig: 6-2 |
| Aida Román                                        | individueel (v) | Zilver    | plaatsingsronde: 11de met 658 punten 1ste ronde: W van KAZ Bannova: 6-2 2de ronde: W van IND Liashram: 6-2 3de ronde: W van JPN Kanie: 7-3 kwartfinale: W van ITA Lionetti: 6-2 halve finale: W van MEX Avitia: 6-2 finale: V van KOR Ki: 5-6                 |
| Alejandra Valencia                                | individueel (v) | 17e       | plaatsingsronde: 13de met 657 punten 1ste ronde: W van EST Parnat: 7-1 2de ronde: V van CHN Cheng: 1-7 |
| Alejandra Valencia Aida Román Mariana Avitia      | team (v)        | 7e        | plaatsingsronde: 4de met 1974 punten kwartfinale: V van Japan: 209-219 |

### Gewichtheffen
| Olympiër                   | Onderdeel | Resultaat | Prestatie                                                   |
| -------------------------- | --------- | --------- | ----------------------------------------------------------- |
| José Lino Montes Gongora   | -56kg (m) | 6e        | trekken: 15de met 112kg stoten: 5de met 157kg totaal: 269kg |
|                            |           |           |                                                             |
| Luz Mercedes Acosta Valdez | -63kg (v) | Brons     | trekken: 6de met 99kg stoten: 5de met 125kg totaal: 224kg   |

### Gymnastiek
| Olympiër                      | Onderdeel         | Resultaat | Prestatie                                                          |
| ----------------------------- | ----------------- | --------- | ------------------------------------------------------------------ |
| Daniel Corral Barron          | brug (m)          | 5e        | kwalificatie: 8ste met 15,433 punten finale: 5de met 15,333 punten |
| Daniel Corral Barron          | paard voltige (m) | 61e       | kwalificatie: 61ste met 12,333 punten                              |
|                               |                   |           |                                                                    |
| Elsa Garcia Rodríguez Blancas | balk (v)          | 58e       | kwalificatie: 58ste met 12,400 punten                              |
| Elsa Garcia Rodríguez Blancas | vloer (v)         | 35e       | kwalificatie: 35ste met 13,733 punten                              |

### Judo
| Olympiër         | Onderdeel | Resultaat | Prestatie                                                                              |
| ---------------- | --------- | --------- | -------------------------------------------------------------------------------------- |
| Nabor Castillo   | -60kg (m) | 9e        | 1ste ronde: vrij 2de ronde: W van CAM Khom: waza-ari 3de ronde: V van ITA Verde: ippon |
|                  |           |           |                                                                                        |
| Vanessa Zambotti | +78kg (v) | 17e       | 1ste ronde: V van CHN Tong: waza-ari                                                   |

### Kanovaren
| Olympiër       | Onderdeel    | Resultaat                                                                         | Prestatie                                            |
| -------------- | ------------ | --------------------------------------------------------------------------------- | ---------------------------------------------------- |
| José Cristobal | C-1 200m (m) | 20e                                                                               | serie 2: 4de in 44,459 halve finale 3: 7de in 44,571 |
| C-1 1000m (m)  | 10e          | serie 2: 4de in 3.58,673 halve finale 2: 5de in 3.54,59 finale B: 2de in 3.56,118 |                                                      |

### Moderne vijfkamp
| Olympiër    | Onderdeel | Resultaat | Prestatie |
| ----------- | --------- | --------- | --- |
| Oscar Soto  | mannen    | 14e       | schermen: 16 overwinningen; 784 punten (20e) zwemmen: 2.10,98; 1232 punten (29e) paardrijden: 24 strafpunten; 1176 punten (6e) hardlopen/schieten: + 17,50; 2464 punten (7e) Totaal: 5656 punten     |
|             |           |           | |
| Tamara Vega | vrouwen   | 36e       | schermen: 16 overwinningen; 784 punten (22e) zwemmen: 2.18,72; 1136 punten (19e) paardrijden: 740 strafpunten; 460 punten (35e) hardlopen/schieten: niet gestart; 0 punten (36e) Totaal: 2380 punten |

### Paardensport
| Olympiër                                                          | Onderdeel      | Resultaat      | Prestatie                                                           |
| Springconcours                                                    | Springconcours | Springconcours | Springconcours                                                      |
| ----------------------------------------------------------------- | -------------- | -------------- | ------------------------------------------------------------------- |
| Jaime Azcárraga                                                   | individueel    | 67e            | kwalificatie: 67ste met 12 strafpunten                              |
| Federico Fernández                                                | individueel    | 53e            | kwalificatie: 53ste met 11 strafpunten                              |
| Alberto Michán                                                    | individueel    | 5e             | kwalificatie: 22ste met 9 strafpunten finale: 5de met 4 strafpunten |
| Nicolás Pizarro                                                   | individueel    | 44e            | kwalificatie: 44ste met 28 strafpunten                              |
| Jaime Azcárraga Federico Fernández Alberto Michán Nicolás Pizarro | team           | 9e             | 10 strafpunten                                                      |

### Roeien
| Olympiër               | Onderdeel | Resultaat | Prestatie |
| ---------------------- | --------- | --------- | --- |
| Patrick Loliger Salas  | skiff (m) | 14e       | serie 1: 3de in 6.51,78 kwartfinale 2: 4de in 7.00,20 halve finale C/D: 2de in 7.29,82 finale C: 2de in 7.20,10 |
|                        |           |           | |
| Debora Oakley Gonzalez | skiff (v) | 22e       | serie 5: 4de in 8.00,17 kwartfinale 1: 4de in 8.10,97 halve finale C/D: 5de in 8.14,03 finale D: 4de in 8.40,70 |

### Schermen
| Olympiër        | Onderdeel  | Resultaat | Prestatie                                                            |
| --------------- | ---------- | --------- | -------------------------------------------------------------------- |
| Daniel Gómez    | floret (m) | 29e       | 1ste ronde: W van CRO Jovanovic: 15-14 2de ronde: V van CHN Ma: 9-15 |
|                 |            |           |                                                                      |
| Ursula González | sabel (v)  | 28e       | 1ste ronde: V van KOR Kim: 3-15                                      |

### Schietsport
| Olympiër             | Onderdeel                  | Resultaat | Prestatie                                           |
| -------------------- | -------------------------- | --------- | --------------------------------------------------- |
| Javier Rodríguez     | skeet (m)                  | 24e       | kwalificatie: 24ste met 114 punten (23-22-23-22-24) |
|                      |                            |           |                                                     |
| Rosa Peña Rocamontes | 10m luchtgeweer (v)        | 35e       | kwalificatie:35ste met 392 punten (96-99-98-99)     |
| Alexis G Martínez    | 50m geweer 3 houdingen (v) | 39e       | kwalificatie: 39ste met 572 punten (194-188-190)    |
| Alejandra Zavala     | 10m luchtpistool (v)       | 19e       | kwalificatie: 19de met 380 punten (97-95-94-94)     |

### Schoonspringen
| Olympiër                                      | Onderdeel               | Resultaat | Prestatie                                                                                            |
| --------------------------------------------- | ----------------------- | --------- | --- |
| Yahel Castillo Huerta                         | 3m plank (m)            | 6e        | voorronde: 5de met 475,25 punten halve finale: 4de met 499,65 punten finale: 6de met 492,70 punten   |
| Daniel Islas Arroyo                           | 3m plank (m)            | 23e       | voorronde: 23ste met 410,60 punten                                                                   |
| Germán Sánchez Sanchez                        | 10m toren (m)           | 14e       | voorronde: 5de met 495,85 punten halve finale: 14de met 477,30 punten                                |
| Iván García Navarro                           | 10m toren (m)           | 7e        | voorronde: 6de met 491,70 punten halve finale: 10de met 497,40 punten finale: 7de met 521,65 punten  |
| Yahel Castillo Huerta Julian Sanchez Gallegos | 3m plank synchroon (m)  | 7e        | 415,14 punten                                                                                        |
| Germán Sánchez Sanchez Iván García Navarro    | 10m toren synchroon (m) | Zilver    | 468,90 punten                                                                                        |
|                                               |                         |           | |
| Laura Sánchez Soto                            | 3m plank (v)            | Brons     | voorronde: 9de met 320,15 punten halve finale: 7de met 336,50 punten finale: 3de met 362,40 punten   |
| Aranxta Chávez Munoz                          | 3m plank (v)            | 29e       | voorronde: 29ste met 225,45 punten (29e)                                                             |
| Paola Espinosa Sanchez                        | 10m toren (v)           | 6e        | voorronde: 13de met 324,00 punten halve finale: 11de met 317,10 punten finale: 6de met 356,20 punten |
| Carolina Mendoza Hernandez                    | 10m toren (v)           | 21e       | voorronde: 21ste met 286,95 punten                                                                   |
| Paola Espinosa Alejandra Orozco               | 10m toren synchroon (v) | Zilver    | 343,32 punten                                                                                        |

### Synchroonzwemmen
| Olympiër                      | Onderdeel | Resultaat | Prestatie |
| ----------------------------- | --------- | --------- | --- |
| Nuria Diosdado Blanca Delgado | duet      | 18e       | kwalificatie: technische oefening: 18de met 83,000 punten vrije oefening: 17de met 83,610 punten totaal: 166,610 punten |

### Taekwondo
| Olympiër                   | Onderdeel | Resultaat | Prestatie |
| -------------------------- | --------- | --------- | --- |
| Diego García de León       | -58kg (m) | 11e       | voorronde: V van AUS Khalil: 4-9 |
| Erick Osornio Nunez        | -68kg (m) | 11e       | voorronde: V van GBR Stamper: 2-5 |
|                            |           |           | |
| Jannet Alegría Pena        | -49kg (v) | 5e        | voorronde: W van JOR Hatahet: 12-1 kwartfinale: V van ESP Enrique: 0-8 herkansingen: W van PAN Salceda: 7-2 bronzen finale: V van CRO Zaninovic: 5-6 |
| María del Rosario Espinoza | +67kg (v) | Brons     | voorronde: W van CAM Sorn: 3-2 kwartfinale: V van SRB van Mandic: 4-6 herkansingen: W van SAM Crawley: 13-0 bronzen finale: W van CUB Hernandez: 4-2 |

### Tafeltennis
| Olympiër     | Onderdeel     | Resultaat | Prestatie                                                                 |
| ------------ | ------------- | --------- | ------------------------------------------------------------------------- |
| Yadira Silva | enkelspel (v) | 49e       | voorronde: vrij 1ste ronde: V van USA Hsing: 0-4 (9-11, 8-11, 3-11, 5-11) |

### Triatlon
| Olympiër          | Onderdeel | Resultaat | Prestatie  |
| ----------------- | --------- | --------- | ---------- |
| Crisanto Grajales | mannen    | 28e       | 1:50.08    |
|                   |           |           |            |
| Claudia Rivas     | vrouwen   | 21e       | 2:02.38,00 |

### Voetbal
| Olympiër | Onderdeel | Resultaat | Prestatie |
| --- | --------- | --------- | --- |
| Jesús Corona Darvin Chávez José Rodríguez Héctor Herrera Israel Jiménez Javier Cortés Carlos Salcido Marco Fabián Hiram Mier Oribe Peralta Giovani dos Santos Miguel Ángel Ponce Javier Aquino Néstor Araujo Diego Reyes Jorge Enríquez Raúl Jiménez Nestor Vidrio | mannen    | Goud      | groep B: 1ste G van Zuid-Korea: 0-0 W van Gabon: 2-0 W van Zwitserland: 1-0 kwartfinale: W van Senegal: 4-2 halve finale: W van Japan: 3-1 finale: W van Brazilië: 2-1 |

| Groep B |             |             |             |             |             |            |            |            |        |
| #       | Land        | Wedstrijden | Wedstrijden | Wedstrijden | Wedstrijden | Doelpunten | Doelpunten | Doelpunten | Punten |
| #       | Land        | G           | W           | G           | V           | V          | T          | Saldo      | Punten |
| 1       | Mexico      | 3           | 2           | 1           | 0           | 3          | 0          | +3         | 7      |
| 2       | Zuid-Korea  | 3           | 1           | 2           | 0           | 2          | 1          | +1         | 5      |
| 3       | Gabon       | 3           | 0           | 2           | 1           | 1          | 3          | -2         | 2      |
| 4       | Zwitserland | 3           | 0           | 1           | 2           | 2          | 4          | -2         | 1      |

| Ronde        | Datum     | Plaats   | Land | Score       | Land |
| ------------ | --------- | -------- | ---- | ----------- | ---- |
| Groepsfase   |           |          |      |             |      |
| 26 juli      | Newcastle | Mexico   | 0-0  | Zuid-Korea  |      |
| 29 juli      | Coventry  | Mexico   | 2-0  | Gabon       |      |
| 1 augustus   | Cardiff   | Mexico   | 1-0  | Zwitserland |      |
| Kwartfinale  |           |          |      |             |      |
| 4 augustus   | Londen    | Mexico   | 4-2  | Senegal     |      |
| Halve finale |           |          |      |             |      |
| 7 augustus   | Londen    | Mexico   | 3-1  | Japan       |      |
| Finale       |           |          |      |             |      |
| 11 augustus  | Londen    | Brazilië | 1-2  | Mexico      |      |

### Wielersport
| Olympiër        | Onderdeel        | Resultaat | Prestatie          |
| Weg             | Weg              | Weg       | Weg                |
| --------------- | ---------------- | --------- | ------------------ |
| Héctor Zamarron | wegwedstrijd (m) | 39e       | 5:46.37            |
|                 |                  |           |                    |
| Ingrid Drexel   | wegwedstrijd (v) | -         | buiten tijdslimiet |

### Worstelen
| Olympiër                   | Onderdeel   | Resultaat   | Prestatie                                                                                           |
| Vrije Stijl                | Vrije Stijl | Vrije Stijl | Vrije Stijl                                                                                         |
| -------------------------- | ----------- | ----------- | --------------------------------------------------------------------------------------------------- |
| Guillermo Torres Cervantes | -60kg (m)   | 16e         | kwalificatie: V van IRI Esmaeilpoorjouybari: 1-3                                                    |
| Jesse Ruíz Flores          | -120kg (m)  | 18e         | kwalificatie: vrij 1ste ronde: V van GEO Modzmanashvili: 0-3 herkansingen: V van KAZ Shabanbay: 0-5 |

### Zeilen
| Olympiër           | Onderdeel        | Resultaat | Prestatie                                                           |
| ------------------ | ---------------- | --------- | ------------------------------------------------------------------- |
| David Mier         | RS:X (m)         | 32e       | 254 punten: (32, 27, 30, 35, 28, 27, 28, 32, 30, 20)                |
| Ricardo Montemayor | laser (m)        | 38e       | 320 punten: (39, 41, 44, 46, 45, 29, 29, 40, 11, 42)                |
|                    |                  |           |                                                                     |
| Tania Calles       | laser radial (v) | 10e       | 116 punten: (12, 9, 6, 19, 13, 33, 13, 5, 13, 10, medaillerace: 16) |

### Zwemmen
| Olympiër                        | Onderdeel            | Resultaat | Prestatie                  |
| ------------------------------- | -------------------- | --------- | -------------------------- |
| Arturo Pérez Vertti Ferrer      | 1500m vrije slag (m) | 22e       | serie 1: 1ste in 15.25,91  |
| Christian Schurr Voight         | 200m schoolslag (m)  | 26e       | serie 2: 4de in 2.14,16    |
|                                 |                      |           |                            |
| Liliana Ibañez Lopez            | 100m vrije slag (v)  | 25e       | serie 3: 2de in 55,71 (NR) |
| Liliana Ibañez Lopez            | 200m vrije slag (v)  | 25e       | serie 2: 3de in 2.01,36    |
| Susana Escobar Torres           | 400m vrije slag (v)  | 28e       | serie 2: 5de in 4.14,78    |
| Patricia Castañeda              | 800m vrije slag (v)  | 27e       | serie 2: 4de in 8.44,44    |
| María Fernanda González Ramirez | 100m rugslag (v)     | 23e       | serie 3: 1ste in 1.01,28   |
| María Fernanda González Ramirez | 200m rugslag (v)     | 24e       | serie 2: 3de in 2.12,75    |
| Rita Medrano Munoz              | 200m vlinderslag (v) | 23e       | serie 4: 8ste in 2.11,42   |
| Erica Dittmer Cane              | 200m wisselslag (v)  | 27e       | serie 2: 5de in 2.16,54    |
| Susana Escobar                  | 400m wisselslag (v)  | 29e       | serie 1: 2de in 4.50,57    |
| Lizeth Rueda                    | 10km open water (v)  | 21e       | 2:02.46,1                  |